# Regensburger Fürstentag
Der Regensburger Fürstentag von 1623 war eine von Kaiser Ferdinand II. einberufene Versammlung wichtiger Reichsstände des Heiligen Römischen Reiches. Auf ihr wurde die pfälzische Kurwürde auf den bayerischen Herzog Maximilian übertragen. Das Treffen markiert gleichzeitig einen Höhepunkt kaiserlicher Macht während des Dreißigjährigen Krieges.

Verleihung der Kurwürde an Herzog Maximilian I. von Bayern auf dem Regensburger Fürstentag 1623

## Vorgeschichte
Der letzte Reichstag war 1613 zusammengetreten. Vor dem Hintergrund der konfessionellen Auseinandersetzungen im Reich und den ersten Jahren des Dreißigjährigen Krieges hat Kaiser Ferdinand von einem neuen Reichstag keine Lösung der anstehenden Probleme erwartet.
Die kaiserliche Macht war durch den Sieg im böhmischen Krieg erheblich gewachsen. Durch eigene Machtvollkommenheit wurde im Geheimen die Kurwürde von dem geächteten Friedrich V. von der Pfalz bereits 1621 auf Maximilian von Bayern übertragen. Im Juli 1622 lud der Kaiser die Kurfürsten von Köln, Trier, Mainz, Sachsen und Brandenburg sowie die Landesherren von Braunschweig-Wolfenbüttel, Pommern, Hessen-Darmstadt, Bayern, Salzburg und Bamberg zu einer Versammlung nach Regensburg ein. Der geschlagene Kurfürst Friedrich V. von der Pfalz oder dessen Abgesandte wurden nicht geladen.
Bereits im Vorfeld waren die geheimen Maßnahmen zur Übertragung der Kurfürstenwürde von der Pfalz auf Bayern öffentlich bekannt geworden. Dies wie auch die geplanten antiprotestantischen Maßnahmen in Böhmen führten dazu, dass die protestantischen Fürsten mit Ausnahme von Hessen-Darmstadt ihre Teilnahme absagten. Lediglich Brandenburg und Sachsen waren durch Gesandte vertreten. Dominiert wurde die Versammlung daher von den katholischen Ständen. Die Hoffnung auf einen Ausgleich mit den protestantischen Ständen war durch die Nichtteilnahme Sachsens und Brandenburgs weitgehend geschwunden.

## Verlauf
Der Kaiser war bereits seit dem 24. November 1622 in Regensburg anwesend. Kurze Zeit später trafen auch andere Fürsten ein.
Die Versammlung begann am 7. Januar 1623. Ein zentraler Verhandlungsgegenstand war die geplante Übertragung der Kurwürde. Nach ausführlichen Beratungen wurde insofern ein Kompromiss erzielt, als dass Herzog Maximilian von Bayern nur auf Lebenszeit zum Kurfürsten gemacht wurde. Eine spätere Rückübertragung auf Nachkommen Friedrichs wurde nicht kategorisch ausgeschlossen.
Bayern wurde zudem die Oberpfalz übertragen. Die Rheinpfalz unterstand spanischer Verwaltung.
Am Ende der Versammlung am 25. Februar 1623 wurde Maximilian feierlich belehnt.

## Bedeutung
Der Fürstentag zeigte eine gestärkte Stellung des Kaisers und der katholischen Partei im Reich an. Im Zuge einer möglichen absolutistischen Tendenz des Kaisertums bedeutete der Fürstentag eine wichtige Etappe. Immerhin hat der Kaiser frei über den Kreis der Einzuladenden verfügt. Auch die Geschäftsordnung wurde vom kaiserlichen Hof vorgegeben. Das unterschied diese Versammlung deutlich von den reichsrechtlich geregelten Reichstagen oder anderen ständischen Versammlungen.
Es zeigte sich zumindest die Möglichkeit, die Reichsversammlungen zu vom Kaiser abhängigen Zusammenkünften umzugestalten und die Stände dauerhaft zu schwächen. Dem standen aber starke Gegentendenzen gegenüber. In der ständischen Tradition standen etwa die Kurfürstenversammlungen von 1619 bis 1647. Die Stärke der Stände unabhängig von der Konfession gegenüber dem Kaiser zeigte sich etwa auf dem Regensburger Kurfürstentag von 1630.